# Antonio Espinosa Cerrato
Antonio Espinosa Cerrato (Villamayor de Calatrava, 1959) es un consultor empresarial y político español, diputado en el Parlamento de Cataluña entre 2015 y 2020 por Ciudadanos. 

## Biografía
En 1971 se trasladó con su familia a Manresa, donde vive desde entonces. Diplomado en Relaciones Laborales y con un máster en Tributación y asesoría fiscal y financiera, desde 1990 se dedica a la consultoría empresarial. Afiliado a Cs desde 2006, se convierte en el coordinador y portavoz a la agrupación de la Cataluña Central, miembro del consejo general y, desde el 2008, pertenece al comité ejecutivo del partido, como responsable de la secretaría de Estudios y Programas. En junio de 2012 formó parte del consejo asesor del Instituto Catalán de Finanzas.
A las elecciones municipales de 2015 fue escogido regidor del ayuntamiento de Manresa como cabeza de lista del partido, cargo al que renunció cuando se lo eligió diputado a las elecciones en el Parlamento de Cataluña de 2015, siendo reelegido en las elecciones de 2017. En febrero de 2021, y a la vista de los malos resultados obtenidos por la formación en las elecciones catalanas de ese año, fundó con otros miembros del partido el grupo Renovadores Cs, que piden una serie de reformas que consideran urgentes para el partido.